# Saburra

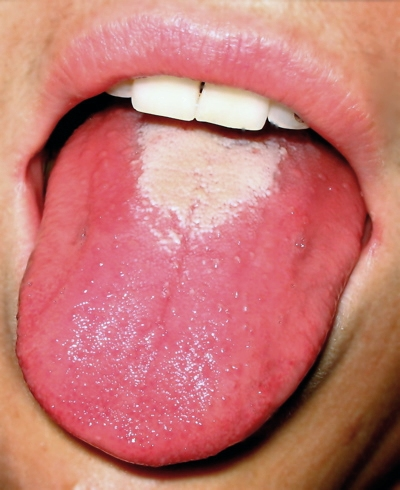
Saburra e vermelhidão indicam a presença de escarlatina.

A saburra ou saburra lingual é a massa composta de células descamadas da boca, bactérias, muco da saliva e restos alimentares que aderem à superfície da língua, geralmente como sintoma  de certas doenças. Ela é responsável por grande parte dos tipos de halitose (mau hálito). O maior desafio é descobrir por que ela está se formando, pois mesmo realizando a limpeza da língua corretamente, algumas pessoas poderão continuar apresentando formação acentuada de saburra. Na medicina tradicional chinesa, a língua é a fonte mais importante e rica de informações diagnósticas visuais, pois a textura e as cores da saburra e do corpo da língua aprimoram a ideia do quadro clínico.